# Еропкин, Моисей Иванович
Моисей Иванович Еропкин (?—1659) — голова и воевода во времена правления Михаила Фёдоровича и Алексея Михайловича.
Из дворянского рода Еропкины. Старший сын Ивана Фёдоровича Еропкина. Имел братьев: Автамона и Михаила Ивановичей.

## Биография
В 1627—1629 годах стольник патриарха Филарета. В 1636—1658 годах в Боярских книгах показан московским дворянином. В 1648 году воевода в Михайлове. В 1652—1653 годах воевода в Тамбове. В мае 1654 года голова первой сотни астраханских мурз и татар в Государевом полку в походе против поляков, в августе послан из государева стана на Девичьей горе под Смоленском со своей сотней под Дуброву с князем Григорием Семёновичем Куракиным и окольничим князем Василием Петровичем Львовым, откуда велено ему идти со своей сотней под Кричев на помощь к стольнику Василию Борисовичу Шереметьеву. В марте 1655 года второй воевода у горских черкес и астраханских татар в походе против поляков, в июле велено ему быть в Ертаульном полку головою у астраханских городовых дворян. В июне 1656 года голова у патриарших дворян в Государевом полку в походе из Смоленска под Ригу против шведов.
Убит в бою под Конотопом в 1659 году.
По родословной росписи показан бездетным.